# تکوین مغز پیشین

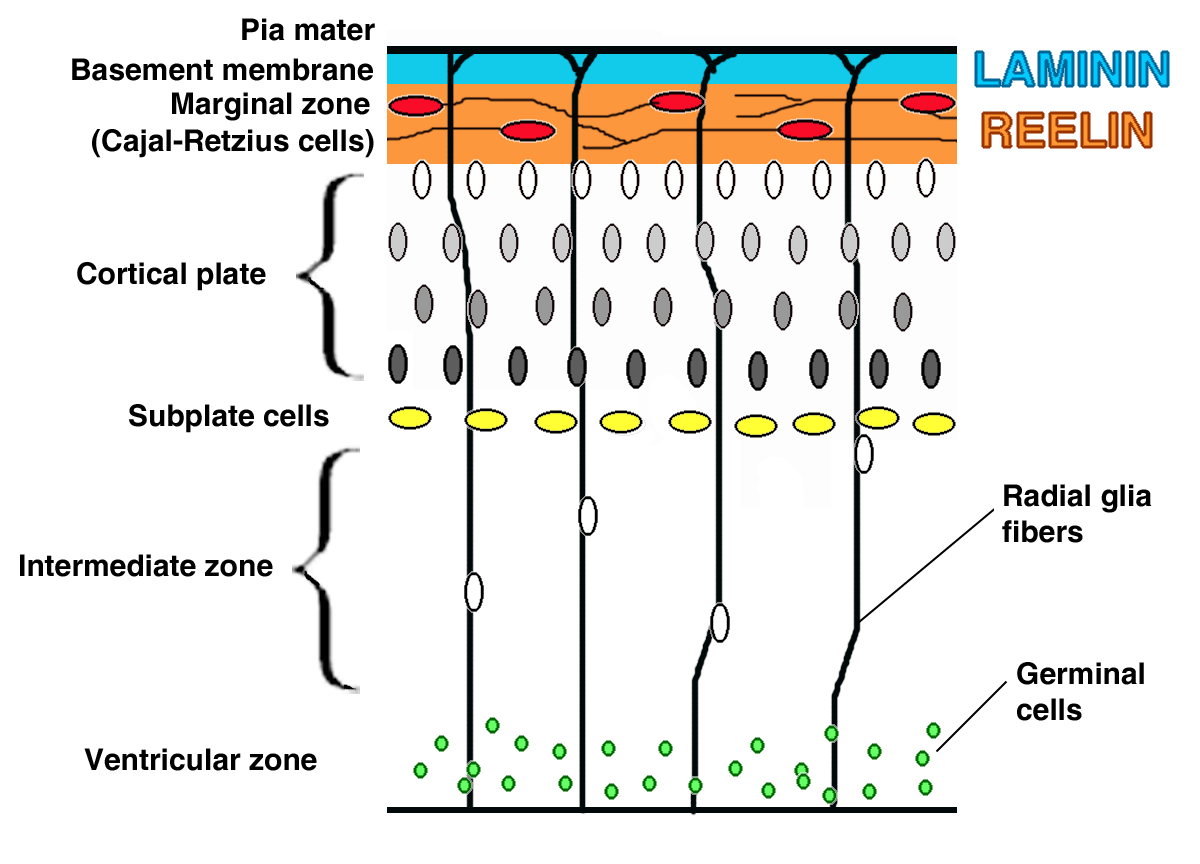
تجسم قشر سلول در موش. The 6 cortex layers migrate from the ventricular zone through the subplate to come to rest in the cortical plate (layers 2 through 6) or in the marginal zone (layer 1)

تکوین مغز پیشین (نام علمی: Telencephalization)به گذار و تکوین تدریجی ساختار پیشرفتهٔ پیشامغز در طی فرایند تکامل گفته می‌شود.